# بولات اوتیموراتوف
بولات اوتیموراتوف (قزاقی: Болат Жамитұлы Өтемұратов؛ زادهٔ ۱۳ نوامبر ۱۹۵۷) سیاستمدار، سرمایه‌دار، نیکوکار، کارآفرین و دیپلمات اهل قزاقستان است، که با دارایی بالغ بر ۳ میلیارد دلار، بعنوان ثروتمندترین فرد در این کشور شناخته می‌شود.